# 南オセチア

南オセチア共和国・アラニヤ国
Республикæ Хуссар Ирыстон —
 Паддзахад Алани（オセット語）
Республика Южная Осетия —
 Государство Алания（ロシア語）

国の標語：なし
国歌：Уарзон Ирыстон（オセット語）
 親愛なるオセチアよ 

南オセチア（みなみオセチア、オセット語: Хуссар Ирыстон）、公式には南オセチア共和国・アラニア国またはツヒンヴァリ地域（グルジア語: ცხინვალის რეგიონი）は、南コーカサスの事実上の国家である。大コーカサス山脈の南側に位置し、面積3900平方キロメートル、人口5万3000人強、首都ツヒンヴァリには3万人が居住している（公式発表）。ロシア、ベネズエラ、ニカラグア、ナウル、シリアは、南オセチア共和国（またはアラニア国）の分離主義的な政治を承認している。ジョージアは南オセチアを支配していないが、ジョージア政府および国際連合のほとんどの加盟国は同地域をジョージアの一部と考えている。ジョージア憲法では、1990年に解散した南オセチア自治州を指して「旧南オセチア自治区」と定めている。
ジョージアは南オセチアの存在を政治的に認めておらず、南オセチアを構成する領土はジョージアのどの行政区域にも該当せず（ただしジョージア当局は南オセチアの地位確立に向けた経過措置として南オセチア暫定行政区を設置）、その大半はシダ・カルトリ地方に含まれる。中立的な表現が必要と判断された場合、ジョージアも国際機関も非公式に「ツヒンバリ地方」と呼ぶことが多い（法的には未定義）。
1922年にソ連当局によって設立された南オセチア自治管区は、1991年にグルジア・ソビエト社会主義共和国からの独立を宣言した。ジョージア政府はこれに反発し、南オセチアの自治を廃止し、武力による支配を再確立しようとした。危機の激化は、1991-1992年の南オセチア紛争につながった。グルジア人は、2004年と2008年の2回、南オセチアを支配する勢力と戦っている。後者は2008年8月の南オセチア紛争に発展し、オセチア軍とロシア軍が旧南オセチア自治州の領土を事実上完全に掌握することになった。2008年の戦争後、ジョージアと国際社会の大部分は、南オセチアをロシア軍に占領されたものとみなしている。
南オセチアは、ロシアからの軍事、政治、財政援助に大きく依存している。

## 名称
南オセチアの独立を認めていないジョージアでは、ツヒンヴァリ地域（グルジア語: ცხინვალის რეგიონი Tskhinvalis regioni）または旧南オセチア自治州（ყოფილი სამხრეთ ოსეთის ავტონომიური ოლქი）と呼ばれている。
なお、ジョージアにはツヒンヴァリ地域の法的政府として南オセチア暫定政府が名目上存在するが、あくまで暫定的な措置であるため、行政区画で「南オセチア/ツヒンヴァリ地域」に当たるものは存在しない。
一方、事実上独立している南オセチア共和国では2017年に行われた国民投票によって正式国名にアラニヤ国が追加され、南オセチア共和国・アラニヤ国となった。このアラニヤという名は、この地域の主要民族であるオセット人の祖とされるイラン系アラン人が建てたアラニヤ国に由来する。
なお南オセチア共和国とアラニヤ国は双方とも同等とされているため、どちらを使用してもよいとされている。2015年12月時点の改名案では南オセチア・アラニヤ共和国であった。

### 正式名称
- オセット語: Республикæ Хуссар Ирыстон — Паддзахад Алани（Respublikæ Xussar Iryston - Paddzaxad Allonston）
- ロシア語: Республика Южная Осетия — Государство Алания（Respublika Yuzhnaya Osetiya - Gosudarstvo Alaniya）
- 英語: Republic of South Ossetia — the State of Alania

## 地理

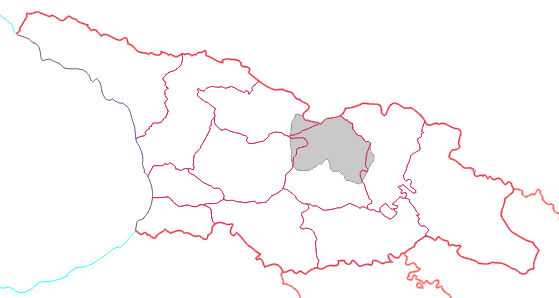
ジョージアの行政区画図に記した「南オセチア自治州/共和国」の位置。北辺はロシア連邦の北オセチア共和国と接する

カフカース山脈の南斜面に位置する。最高点はハラツァ山（海抜3,941m）。面積は3,900平方km（埼玉県とほぼ同じ）で、海抜1,000m以上の土地が国土の89.3%を占める。カフカース山脈により北風から守られているため、北カフカース地域よりも温暖である。平均気温は、1月で+4.5℃、7月で+20.3℃である。年間平均降水量は、598mm。

## 住民
| 民族構成   | 民族構成   | 民族構成 | 民族構成 | 民族構成 |
| ---------- | ---------- | -------- | -------- | -------- |
|            |            |          |          |          |
| オセット人 | オセット人 |          | 89.1%    | 89.1%    |
| グルジア人 | グルジア人 |          | 8.9%     | 8.9%     |
| ロシア人   | ロシア人   |          | 1.0%     | 1.0%     |
| その他     | その他     |          | 1.0%     | 1.0%     |

カフカースの民族分布図

住民の多くはオセット人であり、その外、ロシア人、カルトヴェリ人（狭義の「グルジア人」）、ウクライナ人、アルメニア人などもいる。人口は、1989年のデータで9万9千人だった。2012年の人口推計によるとオセット人が9割を占める。一方、2007年には25.0%を占めていたカルトヴェリ人は、多くが難民として流出し、8.9%に減少した。

## 言語
主要言語は、オセット語。現在、ロシアの北オセチア共和国に倣い、キリル文字を使用している。北オセチアと統一してのロシア連邦加盟を目標としているのでロシア語も公用語である。

## 歴史

### ソ連時代
南オセチア自治州
Ху́ссар Ирыстоны автономон облæст
სამხრეთ ოსეთის ავტონომიური ოლქი

1922年時点のカフカース地方

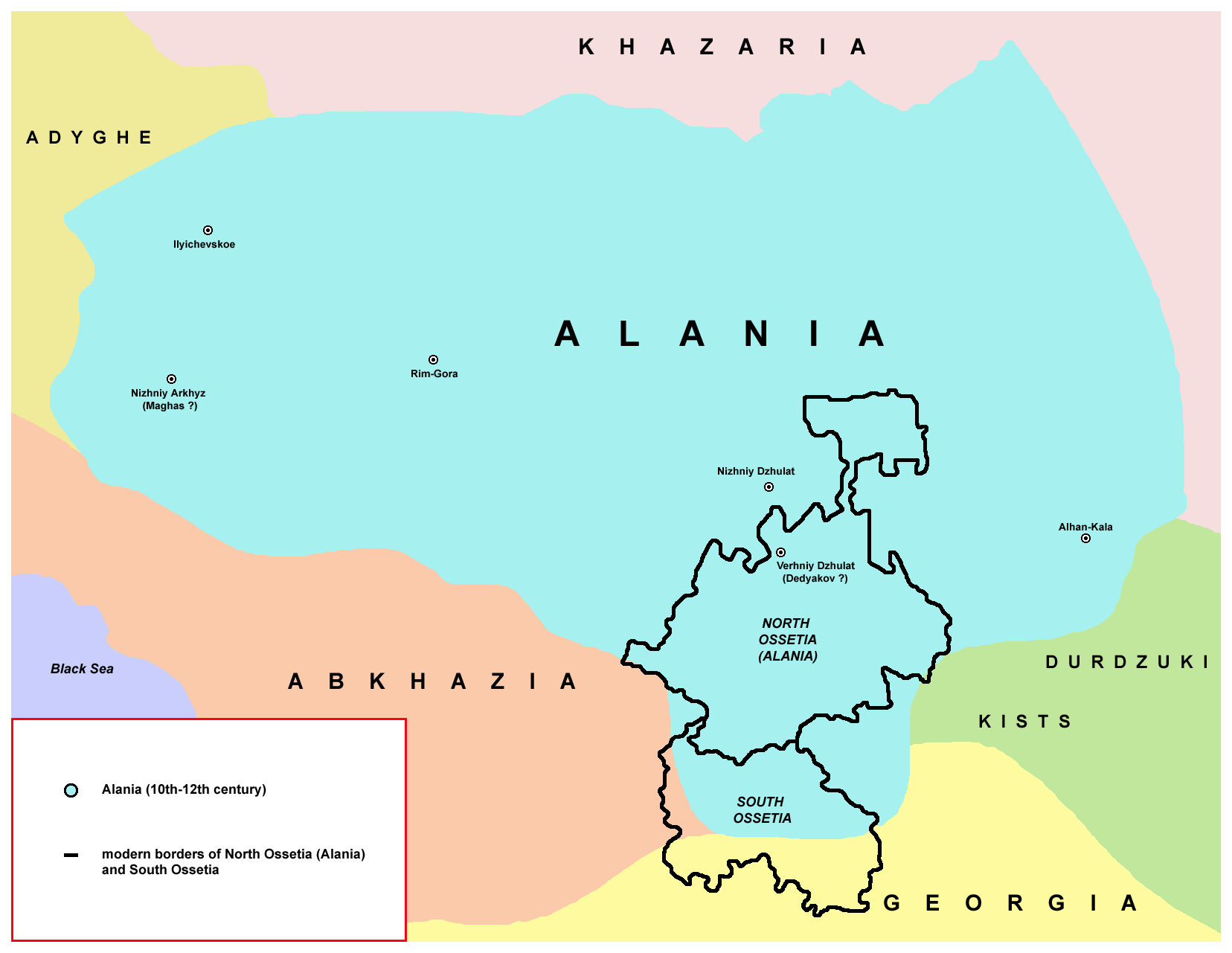
北オセチアと南オセチア

ロシア革命後、オセチアは南北に二分され、南オセチアはグルジアに編入され、1922年4月20日、南オセチア自治州（South Ossetian Autonomous Oblast）が誕生した。この時、北側は1924年にロシア・ソビエト連邦社会主義共和国の北オセチア自治州（その後、北オセチア自治州は1936年に北オセチア自治ソビエト社会主義共和国となり、1990年にロシア連邦北オセチア共和国となる。）
自治州とされたが、ソ連時代を通じてカルトヴェリ人優先の政策が遂行された。例えば、1939年には、これまでラテン文字を使用していたオセット人にカルトリ文字（グルジア文字）が強制され、カルトリ語（グルジア語）の教育が必須とされた。様々な抑圧策の結果、南オセチアの人口は、戦前の10万7千人から1989年の9万9千人にまで減少した。

### 独立闘争
1980年代末から、グルジアSSRではカルトヴェリ人の民族主義が勃興し始め、カルトヴェリ人以外の民族は危機感をつのらせた。1989年、南オセチアでの公用語をカルトリ語とすることが決定されると、南オセチア自治州人民代議員会議は、南オセチア自治州を自治共和国にすることを要請した。しかし、グルジア最高会議はこの決定を違憲として却下した。
1989年11月23日、グルジアの政治家ズヴィアド・ガムサフルディアは、自分の支持者（3万～6万人）を引き連れ、南オセチアの中心都市ツヒンヴァリで行進を行った。数百人の武装兵が随行し、負傷者400人、死者6人を出した。
1990年4月、グルジアSSR最高会議は、旧ソビエト連邦共産党執政時代に採択された全法律の無効化を決定し、このことは、事実上、南オセチアの自治権の無効化を意味した。これに対して、南オセチア自治州人民代議員会議は、主権宣言、ソ連時代の憲法・法律の有効、共和国への昇格などを決定した。11月、グルジアSSRが国号を「グルジア共和国」に変更し、ガムサフルディアがグルジア最高会議議長に選出されると、対立は更にエスカレートした。
この年は南オセチア最高会議の任期満了の年だったが、ジョージアは選挙日を公示しなかった。12月9日、南オセチアは独自に選挙を実施したが、12月10日、ジョージア最高会議は、南オセチア自治州の廃止を全会一致で決定した。12月11日、ツヒンヴァリ市とドザウ地区に戒厳令が施行された。
1991年1月5日、ツヒンヴァリに警官隊とガムサフルディアの親衛隊が投入された。オセット人は、自警団を結成してこれに対抗し、ツヒンヴァリからグルジア人を追い出すことに成功した。武装闘争は、ロシア・ジョージア・オセチア混成の平和維持軍が導入された1992年7月14日まで継続した。
1991年1月29日、南オセチア最高会議議長トレズ・クルムベゴフが交渉のためジョージアに向かったが、その場で逮捕された。2月1日にはエネルギー供給が遮断され、4月29日には大規模な地震も発生し、住民の生活条件は極度に悪化した。事態打開のため、南オセチア代議員会議は、共和国から自治州への復帰を決議した。しかしながら、カルトヴェリ人武装勢力の攻撃は止まず、6月8日までに70の村落が焼かれた。9月1日、南オセチア代議員会議は、自治州への復帰を取り消し、共和国を復活させた。
1992年1月19日、南オセチア共和国の独立に関する住民投票が行われ、92%以上がこれに賛成した。2月、ツヒンヴァリ周辺にグルジアの砲兵と装甲車両が配備され、砲撃を開始した。
1992年3月8日、エドゥアルド・シェワルナゼがグルジアの指導者となったが、南オセチアに対する政策は変わらなかった。
1992年5月29日、南オセチア共和国最高会議は、国家独立法を採択した。

### 紛争調停と独立

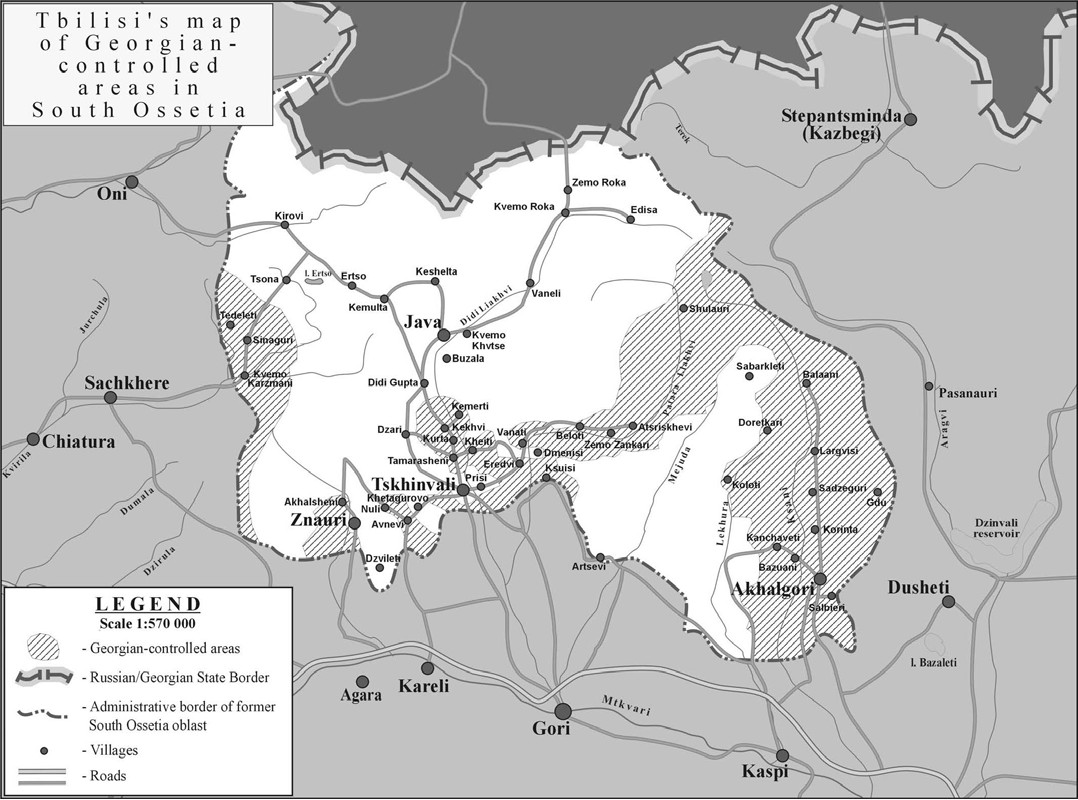
2007年6月時点での「南オセチア自治州/共和国」詳細図

1992年6月24日、ロシア、ジョージア、南北オセチア4者による紛争調停の原則に関する協定が署名され、7月14日、平和維持軍が導入された。
1993年11月2日、最高会議は憲法を採択し、この日は南オセチアの独立記念日とされている。1995年5月5日には、国歌を制定。1996年11月10日、南オセチア最初の大統領選挙が行われた。
2006年11月12日、大統領選挙が行われ、95%の得票でエドゥアルド・ココイトゥイが再選し、同時に行われた調査で、99%の住民が独立に投票した。
2008年2月17日のコソボ独立宣言を受け、ロシアなど独立国家共同体 (CIS)、国際連合に対し、近くジョージアからの独立承認を求める方針を明らかにしたと報道されている。

### ジョージア軍による武力攻撃
2008年8月8日、ジョージア軍が侵攻し、ミヘイル・サアカシュヴィリ大統領は同日の記者会見で、同地域の大半の制圧と州都・ツヒンヴァリの包囲を宣言、予備役を緊急招集した。また、南オセチア展開における過程で、平和維持軍として駐屯していたロシア軍基地に対するジョージア軍の攻撃も発生。これに対し、同州の後ろ盾となっているロシア連邦政府は同州に増援部隊を派遣した。

### ロシアへの加盟を目指す動き
2015年10月19日、レオニード・チビロフ大統領はロシアへの加盟を問う住民投票の実施を表明した。しかしロシア政府の賛同を得られず頓挫した。
2022年3月30日、アナトリー・ビビロフ大統領は演説でロシアに加盟するための法的手続きを開始したことを発表した。2022年2月22日に南オセチアが独立を支持していたドネツク人民共和国とルガンスク人民共和国が同国に独立を承認されたことで国内でも編入をめぐる機運が高まり、演説直後に首都ツヒンヴァリではロシアの国旗を持って行進する人たちが見られた。またロシアが両共和国承認後に開始したウクライナ侵攻の長期化に伴い、国民の不満をそらすための「戦果」として南オセチアの編入を模索していることも理由に挙げられている。
2022年5月8日の大統領選挙ではロシアへの編入の是非が争点となったが、編入に慎重な姿勢を採っていた野党指導者のアラン・ガグロエフが勝利した。5月13日、退任直前のビビロフがロシアへの編入を問う住民投票を7月17日に実施すると表明したが5月24日にガグロエフが後継の大統領に就任し、5月30日に住民投票についてはロシアとの協議が終わるまで延期すると表明した。
2024年3月17日、アラン・アルボロフ議会議長はロシア政府と編入について協議を行っていることを明かし、両国間で合意がなされれば住民投票を実施する意向であると述べた。

## 政治
南オセチアは、独立国家を自認しているため、独自の政治制度を有している。
大統領は、直接選挙で選出され、任期5年。議会は、5年の任期で選出される。内閣は、大統領の提案を基に議会が承認する。

### 行政区分

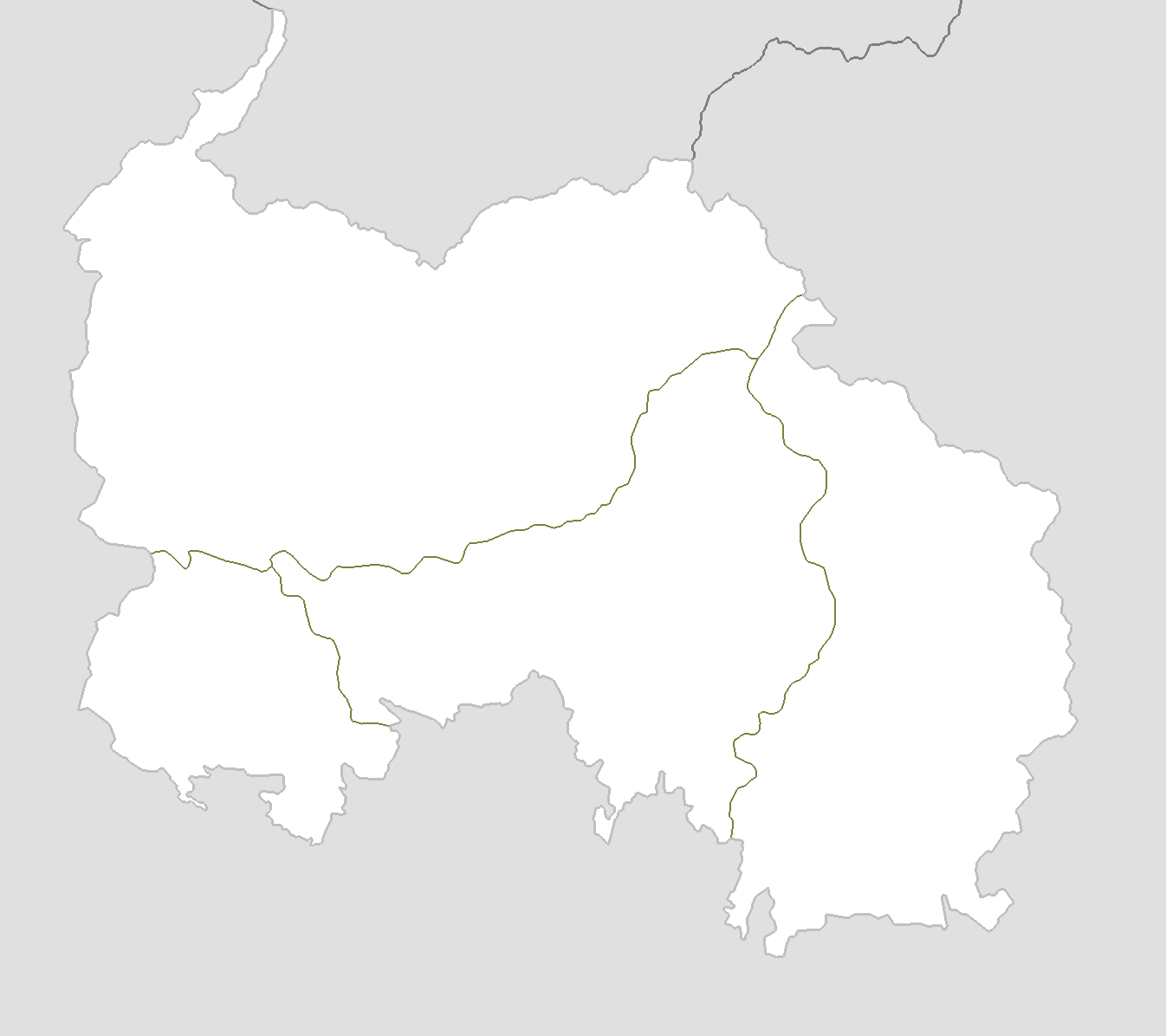

4つの地区と1つの直轄市から成る。
- ドザウ地区
- ズナウル地区
- レニンゴル地区
- ツヒンヴァリ地区
- ツヒンヴァリ直轄市

### 外交
2006年6月14日、国際的に未承認のアブハジア、南オセチア、沿ドニエストル共和国の3か国の大統領が、スフミで会談を行い、共同声明の形で民主主義と民族の権利のための共同体の設立を宣言した。同年11月17日には、互いの独立性を認識し合っている。また、後には同じ立場にあるアルツァフ共和国（旧称ナゴルノ・カラバフ共和国）が参加し、お互いに承認している。2008年9月17日、ロシア連邦は南オセチアとの友好協力条約に調印した。
現在、5カ国の国連加盟国と3つの事実上独立している国家にロシア構成体の北オセチア共和国、モルドバのガガウズ自治区が、南オセチアを独立国家として承認している。他にも、ベラルーシは独立を支持しており、同じく事実上独立しているサハラ・アラブ民主共和国と北キプロス・トルコ共和国はロシアの南オセチア国家承認を歓迎し、パレスチナの政党でもあるハマースは南オセチアとアブハジアの相互認識を歓迎している。
南オセチアが承認している国家承認を得た国連非加盟の国と地域には、アブハジア共和国と沿ドニエストル共和国、アルツァフ共和国、サハラ・アラブ民主共和国がある。ウクライナ東部の親露派が建国を主張しているルガンスク人民共和国、ドネツク人民共和国両地域も承認している。

#### 南オセチアを国家承認している国・地域
| 国家 / 地域                                 | 承認日          | 外交関係樹立日 | 備考 |
| ------------------------------------------- | --------------- | -------------- | --- |
| ロシア                                      | 2008年8月26日   | 2008年9月9日   | 2008年9月17日に友好協力条約を調印。2009年2月、南オセチアにロシア大使館が開設。 詳細はロシアと南オセチアの関係を参照。 |
| ニカラグア                                  | 2008年9月5日    | 2010年4月14日  | 2011年8月30日、ニカラグアに南オセチア大使館が開設。詳細はニカラグアと南オセチアの関係を参照。 |
| ベネズエラ                                  | 2009年9月10日   | 2010年7月9日   | 詳細はベネズエラと南オセチアの関係を参照。 |
| ナウル                                      | 2009年12月16日  | 2009年12月16日 | |
| シリア                                      | 2018年5月29日   | 2018年7月22日  | |
| アブハジア （事実上独立した地域）           | 2005年9月19日?  | 2007年9月26日  | 国際的にはジョージアの自治共和国とみなされている。 民主主義と民族の権利のための共同体の加盟国。2005年9月19日に友好条約が締結されたが、国家承認がいつ行われたかは定かではない。 詳細はアブハジアと南オセチアの関係を参照。 |
| 沿ドニエストル （事実上独立した地域）       | 1994年10月12日? | なし           | 国際的にはモルドバの一部とされている。 民主主義と民族の権利のための共同体の加盟国。1994年10月12日に友好条約が締結されたが、国家承認がいつ行われたかは定かではない。                                                       |
| アルツァフ共和国 （事実上独立した地域）     | 2006年11月17日  | なし           | 旧称ナゴルノ・カラバフ共和国。国際的にはアゼルバイジャンの一部とされている。 民主主義と民族の権利のための共同体の加盟国。2006年11月17日、アブハジアも加えた3か国で相互承認を行った。                                      |
| 西サハラ （事実上独立した地域）             | 2010年9月30日   | なし           | 南オセチアの独立を事実上承認。 西サハラの領有権を主張、一部を実効支配している。アフリカ連合加盟国。 |
| ルガンスク人民共和国 （事実上独立した地域） | 2015年1月28日   | なし           | 国際的にはウクライナの一部とされている。 |
| ドネツク人民共和国 （事実上独立した地域）   | 2015年5月13日   | なし           | 国際的にはウクライナの一部とされている。 |
| ガガウズ自治区                              | 2008年9月19日   | なし           | モルドバの自治区。1989年にモルドバから独立宣言を行ったことがある。 また自治区議会はモルドバ政府に対して、南オセチアの独立を認めるよう求めている。                                                                         |

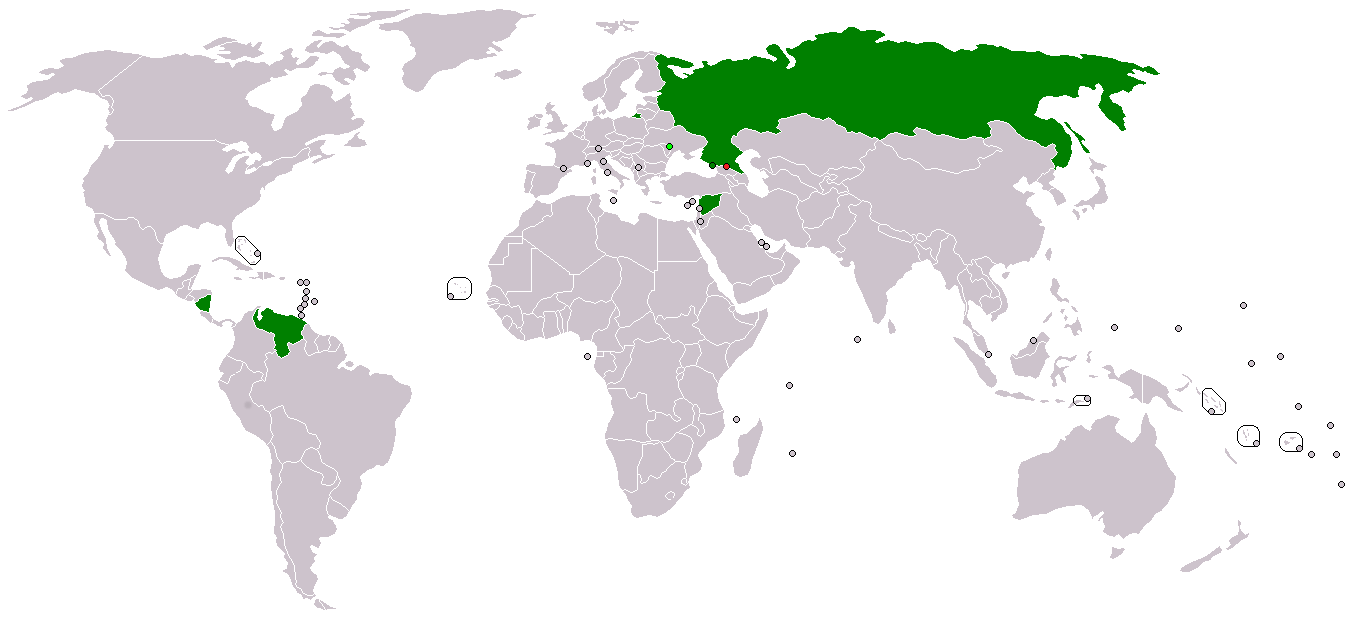
南オセチアを国家承認している国家

- クライナ・セルビア人共和国亡命政府 - 2008年承認[48]

#### かつて承認していた国
- ツバルは、2011年9月に承認したが[49]、2014年3月にジョージアとの関係から撤回している[50]。

#### 南オセチアが国家承認している地域
アブハジア、沿ドニエストル、アルツァフのほか、
- 西サハラ（2011年2月27日承認）
- ドネツク人民共和国（2014年6月18日承認）
- ルガンスク人民共和国（2014年6月27日承認）

がある。いずれも南オセチアを国家承認（サハラ・アラブ民主共和国は事実上）している。

### 軍事
現役兵3千人を有し、最大1万5千人までの予備役が動員可能である。詳細は、南オセチア共和国軍を参照。
その他の軍事力として、内務省（OMON2個大隊、SOBR）、国家保安委員会（国境警備隊）、国家警護庁が存在する。

## ロシアによるウクライナ侵攻の影響
2022年2月24日に開始したロシアによるウクライナ侵攻では、当初南オセチアはロシア側へと加担し、ウクライナに武装部隊を派遣していた。
ロシアがキーウ攻略から撤退すると、南オセチア共和国大統領であったアナトリー・ビビロフは3月末、プーチン政権の意を受け、南オセチアのロシア編入に向けた法的手続きに入る方針を表明し、3月31日には、ロシア南部の北オセチア共和国との統合が必要だとロシア国営テレビに主張した。
5月8日の大統領選決選投票では、ロシアとの統合を急いでいたビビロフ大統領が敗北を喫し、統合に慎重なアラン・ガグロエフが当選した。なお、ジョージア政府はウクライナ戦争に関しては一貫して中立を維持している。